# Антонов Ан-2
Ан-2 (Руски назив Кукурузник, а НАТО енгл. Colt) је транспортно-десантни лаки авион, совјетског порекла, с могућношћу вишенаменске примене. Конципиран је на основу аеродинамичке шеме двокрилца, с малим специфичним оптерећењем по јединици површине.
Првенац је у развоју бироа Антонов, у оквиру познате и многобројне гаме транспортних авиона, тога назива.
Користи се за цивилне и војне потребе у великом броју земаља света, поред тактичког транспорта и десанта и у спортском падобранству, санитету, пољопривреди и у другим наменама.
Произведено је у периоду од 1947. до 1992. године, у Совјетском Савезу, Кини и Пољској 18.000 авиона из ове фамилије, у варијантама: Ан-2, Ан-3, Ан-4, и Ан-6.

## Историја
Прву идеју о развоју лаког вишенаменског авиона је предложио О. К. Антонов, још у октобру 1940. године. Идеја је садржала да авион поседује способност полетања и слетања с кратких неприпремљених пољана, носивост 1.000—1.500 kg, лако одржавање и примену за војни и цивилни транспорт, пољопривреду, и путнички саобраћај.
Та идеја је реализована непосредно после Другог светског рата у тек отвореном Антоновом бироу, 1947. године, с развојем авиона Ан-2. По државним, ваздухопловним прописима, сагласност за аеродинамику и чврстоћу структуре, за први лет авиона прототипа је морао издати Национални институт ЦАГИ. Ту је настао проблем, пошто су стручњаци Института одбили да дају такву сагласност за аеродинамичку застарелу концепцију двокрилца и оплате крила с платном, на новом авиону Ан-2. Они су тада били у сферама развоја савремене ваздухопловне технологије и нису прихватали бившу технологију. У то време у Институту ЦАГИ су истраживане нове технологије авиона с млазним мотором за лет с крозвучним и надзвучним брзинама. Проблем је разрешен тако што је лично О. К. Антонов дао гаранције за аеродинамичке и друге прорачуне авиона.

Први лет прототипа је направио пробни пилот П. Н. Володин 31. августа 1947. год. 
Серијска производња је трајала око 60 година у три велике земље, Совјетском Савезу, Кини и Пољској. Та дужина трајања серијске производње авиона је светски рекорд за Гинисову књигу. Сматра се да је произведено укупно 18.000 примерака Ан-2, који користе многе земље, с веома великим експлоатационим напрезањем у разним војним и цивилним наменама.
Према евиденцији је до 28. јуна 2008. године. трајно онеспособљено 297 авиона Ан-2 у удесима и катастрофама.

## Опис
Авион Ан-2 се користи за лаки тактички ваздушни транспорт људства и материјала у повољним метеоролошким условима, по дану и ноћи.
При конципирању је примењена аеродинамичка шема двокрилца, на бази позитивног искуства на познатом и прослављеном совјетском авиону По-2 Поликарац (Поликарпов). Ан-2 је у првобитној технолошкој варијанти био решеткасте конструкције, с платненом оплатом и као такав при првом свом појављивању је био већ застарео. Заменом конструкције структуре с металном и масовном производњом је постао авион широке примене у целом свету.
Масовној употреби авиона Ан-2 је допринела његова робусност, велика толерантност на услове експлоатације, добре полетно-слетне карактеристике и на малим неприпремљеним пољанама, велика поузданост и мала цена коштања. У току 1992. године је била његова цена коштања око 225.000 USA$. У серијском стандарду је структура трупа, нападне ивице узгонских површина, елерони, крмило висине и правца су потпуно од дурал-алуминијума. Остали део узгонских површина је решеткаста конструкција превучена платном. Крила су у плану правоугаоног облика. Горње крило је веће површине постављано тако да тангира с горње стране труп, а доње крило мање површине је постављено тако да тангира труп с доње стране (види се на слици горе десно). Поред тога што су везана са својим кореним делом за структуру трупа, крила су међусобно спојена с носачима (профилима) у облику двоструког »Т« и с челичним жицама постављеним у облику » х «, види се на слици десно.
На овај начин је добијена велика отпорност крила на савијање по јединици масе његове структуре. Остварен је велики отпорни момент, пошто су међусобно укрућене структуре горњег и доњег крила, на великом растојању (за висину трупа). Тако је постигнута велика статичка носивост крила велике површине с малом масом своје структуре, што значајно умањује масу укупне структуре, целог авиона. Погон се састоји од деветоцилиндричног звездастог мотора с ваздушним хлађењем, АШ-62ИР с четворокраком елисом. На авионима Ан-2 совјетске производње (из Кијевске фабрике) се користе четворокраке елисе, с дрвеним закривљеним крацима пречника 3,6 m с променљивим кораком, В-509А. Авиони Ан-2 из Пољске производње су с четворокраким елисама с дрвених равним краковима променљивог корака АВ-2, пречника 3,35 m. Захваљујући малом специфичном оптерећењу и доброј финеси крила авион Ан-2 добро планира и безбедно слеће и с угашеним мотором.
Ан-2 је лаки транспортни авион који се највише приближио хеликоптеру с полетно-слетним карактеристикама. Сви остали класични авиони, те категорије захтевају веће полетно-слетне стазе. Пилотска кабина има чеона стакла за одличну прегледност пилота, чак и надоле. Пилотске команде су удвојене за пилота и копилота, којима су обезбеђени услови за једноставно управљање авионом. Поред два пилота је, у почетку било планирано да посаду сачињава и трећи члан, инжењер летач. Током времена је то укинуто, као сувишно.
Стајни трап је неувлачећи (фиксни), прозори су постављени на трупу бочно, с леве и десне стране. Врата за приступ пртљажном простору су постављена на левој страни трупа. Димензије простора за терет (теретне кабине) су 4,1 x 1,8 x 1,6 m.

### Карактеристике[1][5]
| каракт. величина         | податак     | димензија      |
| производња               | 1947-1992   | година         |
| геометрија               |             |                |
| дужина                   | 12,70       |                |
| висина                   | 4           |                |
| размах крила (гор./доњ.) | 18,17/14,23 |                |
| површина крила           | 71,6        |                |
| маса                     |             |                |
| празан, опремљен         | 3450        |                |
| максимална               | 5500        |                |
| користан терет           | 1500        |                |
| гориво                   | 1000        |                |
| број људи                |             |                |
| посада                   | 2           | члана          |
| путника                  | 12          | одраслих особа |
| перформансе              |             |                |
| максимална брзина        | 260         |                |
| брзина крстарења         | 185         |                |
| брзина пењања            | 210         |                |
| плафон лета              | 4400        |                |
| долет                    | 900         |                |
| мотор АШ-62ИР            |             |                |
| снага                    | 736         |                |
| елиса В-509А/АБ-2        | 4           | крака          |

### Варијанте
Ан-2 је базни стандард на основу кога је развијена цела гама авиона у бироу Антонова. Многе варијанте су директно настале с модификацијама авиона Ан-2 а остале на основу богатог искуства с базним стандардом.
- Ан-2 - Базни серијски стандард.
- Ан-2В - Варијанта с пловцима за полетање и слетање на воду, Ан-4. Користи се у цивилним потребама.
- Ан-2Т - Транспортна варијанта, може да превози терет масе до 1500 kg. У Пољској и Кини се производио под називом Y-5A.
- Ан-2 «Метеоролошки» - Варијанта за метеоролошко извиђање Ан-6, с допунском турелом за осматрање, смештеном у задњем делу трупа.

- Ан-2СХ - Основна пољопривредна верзија с распрскивачем хемикалија, постављеним дуж размаха крила и с распрскивачем вештачког ђубрива, постављеним испод трупа. Носи 1300 литара течне хемикалије.
- Ан-2М - Модернизована пољопривредна верзија. Једносед је с херметизованом кабином и пртљажником. Носи 2000 литара хемикалија за биљну заштиту.
- Ан-2ЛП - Противпожарна варијанта за гашење шумских пожара је хидро авион. При глисирању по површини воде с брзином од 65-90 km/h се у дну пловака отварају наливна врата и пловци се динамички пуне с водом. На овај начин се пуни и носи 630 литара воде. С овим начином пуњења пловака с водом се скраћује потребно време за поновно долажење авиона изнад места пожара с водом. Авион у овом стандарду је први пут полетео 1963. год.
- Ан-2С - Санитетска верзија је подешена за постављање шест носила с рањеницима, уз два санитетска пратиоца.
- Ан-2П - Путничка варијанта је урађена по захтеву Аерофлота, са звучном изолацијом простора за путнике с десет седишта. Пољска фабрика је повећала број места за путнике на 12-14. Први такав путнички авион је направљен у Совјетском Савезу 1968. године, под бројем №1010101, а добио је регистарски број СССР-32400. Укупно је произведено 837 авиона у томе стандарду.
- Ан-ТП - Транспортно-путничка варијанта.
- Ан-2ТД - Транспортно-десантна варијанта.
- Ан-2Ф - Верзија за аеро-фото снимање (са аутопилотом).
- Ан-2Ф - Варијанта за фото и артиљеријско извиђање и корекцију артиљеријске ватре (наоружан с митраљезом или с полуатоматском пушком).
- Ан-3 - Варијанта с турбоелисним мотором (шема принципа погона на слици горе).
- Ан-4 - Варијанта с турбоелисним мотором с пловцима за воду (хидро)
- Ан-2 «лансер» - варијанта с турелом с лансером, за избацивање извиђачких балона (аеростата).

## Употреба
Авион Ан-2 се, као масовни авион, интензивно примењује у цивилним и војним наменама широм света. Веома је адаптиван и погодан за превоз разног терета масе до 1500 kg, људства са и без личне опреме, болесника и повређених, за ратарску и шумарску хемијску заштиту и прехрану култура, за гашење пожара, за спортско и војно падобранство итд.

### Цивилна намена
У земљама с великим пространством, до малих, тешко доступних и удаљених насеља су незаменљиви у превозу људи и робе. Посебно у забаченим и неприступачним стаништима, где није развијена инфраструктура, као што је Сибир и крајњи север Русије.
Поред претходно истакнуте значајне намене, најраспрострањенија је употреба авиона Ан-2 у пољопривреди и шумарству, у пословима хемијске заштите и вештачке прехране биљака. Авион Ан-2 са својим скромним захтевима у одржавању, условима за полетање и слетање, погодним летним карактеристикама и ниском ценом коштања је у светском врху за ове послове. Због своје робусности, носивости и толерантности на услове експлоатације многи га пољопривредни корисници називају летећи трактор. Постављањем наменских распрскивача за течне хемикалије и вештачко ђубриво, сњим се веома ефикасно штите и прехрањују пољопривредне културе. Поред тога хемијски се штите шуме и запрашују комарци.
Авион Ан-2 има велику улогу у пребацивању рањеника, повређених и болесних особа.
Користи се и за гашење шумских и других пожара. У функцији ове намене је испитано више принципа, с капуслама и с резервоарима споља и унутра у теретном простору. Сви ти начини су одбачени, као недовољно ефикасни. Најефикасније се показао систем хидроавиона, код кога пловци уједно служе и као резервоари за воду, с капацитетом од 630 литара.
Авион Ан-2 се користи и у друге специфичне сврхе.

### Војна намена
Све земље које поседују овај авион користе га и за своје војне задатке. Ти задаци су превасходно тактички транспорт живе силе, рањеника, војне опреме и средстава логистичке подршке. Његова војна употребу, у условима борбених дејстава, искључиво је могућа при потпуној сопственој премоћи у ваздушном простору. Ан-2 је потпуно ненаоружан авион и са својим летним особинама беспомоћно рањив од свих против-ваздушних дејстава, са свим врстама средстава, са земље и из ваздуха. Он је немоћан при деству стрељачког и против авионског дејства са земље, а из ваздуха чак и од наоружаних класичних хеликоптера, а поготово од борбених.
Војна употреба авиона Ан-2 је посебно забележена у оружаним сукобима у државама:
- Вијетнам (1959—1975),
- Авганистан (1979—1989) и
- Хрватска (1991—1995)

## Корисници
Корисници су набављали авионе Ан-2, у различитим модификационим стандардима, од произвођача из три државе, СССР, Кина и Пољска.
| Корисници авиона Ан-2  | Корисници авиона Ан-2 | Корисници авиона Ан-2                                                                             |
| Државе                 | Државе                | Земље садашњи корисници авиона Ан-2. Земље бивши корисници авиона Ан-2. Приватни Ан-2, у Немачкој |
| ---------------------- | --------------------- | ------------------------------------------------------------------------------------------------- |
| Авганистан             | Албанија              | Земље садашњи корисници авиона Ан-2. Земље бивши корисници авиона Ан-2. Приватни Ан-2, у Немачкој |
| Ангола                 | Азербејџан            | Земље садашњи корисници авиона Ан-2. Земље бивши корисници авиона Ан-2. Приватни Ан-2, у Немачкој |
| Белорусија             | Бугарска              | Земље садашњи корисници авиона Ан-2. Земље бивши корисници авиона Ан-2. Приватни Ан-2, у Немачкој |
| Египат                 | Естонија              | Земље садашњи корисници авиона Ан-2. Земље бивши корисници авиона Ан-2. Приватни Ан-2, у Немачкој |
| Колумбија              | Куба                  | Земље садашњи корисници авиона Ан-2. Земље бивши корисници авиона Ан-2. Приватни Ан-2, у Немачкој |
| Народна Република Кина | Француска             | Земље садашњи корисници авиона Ан-2. Земље бивши корисници авиона Ан-2. Приватни Ан-2, у Немачкој |
| Грчка                  | Лаос                  | Земље садашњи корисници авиона Ан-2. Земље бивши корисници авиона Ан-2. Приватни Ан-2, у Немачкој |
| Летонија               | Литванија             | Земље садашњи корисници авиона Ан-2. Земље бивши корисници авиона Ан-2. Приватни Ан-2, у Немачкој |
| Македонија             | Мали                  | Земље садашњи корисници авиона Ан-2. Земље бивши корисници авиона Ан-2. Приватни Ан-2, у Немачкој |
| Молдавија              | Мађарска              | Земље садашњи корисници авиона Ан-2. Земље бивши корисници авиона Ан-2. Приватни Ан-2, у Немачкој |
| Монголија              | Немачка               | Земље садашњи корисници авиона Ан-2. Земље бивши корисници авиона Ан-2. Приватни Ан-2, у Немачкој |
| Никарагва              | Пољска                | Земље садашњи корисници авиона Ан-2. Земље бивши корисници авиона Ан-2. Приватни Ан-2, у Немачкој |
| Холандија              | Хрватска              | Земље садашњи корисници авиона Ан-2. Земље бивши корисници авиона Ан-2. Приватни Ан-2, у Немачкој |
| Румунија               | Русија                | Земље садашњи корисници авиона Ан-2. Земље бивши корисници авиона Ан-2. Приватни Ан-2, у Немачкој |
| Словенија              | Северна Кореја        | Земље садашњи корисници авиона Ан-2. Земље бивши корисници авиона Ан-2. Приватни Ан-2, у Немачкој |
| Словачка               | Сирија                | Земље садашњи корисници авиона Ан-2. Земље бивши корисници авиона Ан-2. Приватни Ан-2, у Немачкој |
| Србија                 | Судан                 | Земље садашњи корисници авиона Ан-2. Земље бивши корисници авиона Ан-2. Приватни Ан-2, у Немачкој |
| Чешка Република        | Украјина              | Земље садашњи корисници авиона Ан-2. Земље бивши корисници авиона Ан-2. Приватни Ан-2, у Немачкој |
| Уједињено Краљевство   | Узбекистан            | Земље садашњи корисници авиона Ан-2. Земље бивши корисници авиона Ан-2. Приватни Ан-2, у Немачкој |
| Вијетнам               | Венецуела             | Земље садашњи корисници авиона Ан-2. Земље бивши корисници авиона Ан-2. Приватни Ан-2, у Немачкој |
| Јерменија              | Таџикистан            | Земље садашњи корисници авиона Ан-2. Земље бивши корисници авиона Ан-2. Приватни Ан-2, у Немачкој |
| Турска                 | Тунис                 | Земље садашњи корисници авиона Ан-2. Земље бивши корисници авиона Ан-2. Приватни Ан-2, у Немачкој |